# Lappträsket (Jörns socken, Västerbotten)
Lappträsket är en sjö i Skellefteå kommun i Västerbotten och ingår i Byskeälvens huvudavrinningsområde. Sjön har en area på 0,225 kvadratkilometer och ligger 304,9 meter över havet.

## Delavrinningsområde
Lappträsket ingår i det delavrinningsområde (724761-169072) som SMHI kallar för Ovan 724929-168971. Medelhöjden är 307 meter över havet och ytan är 5,17 kvadratkilometer. Räknas de 9 avrinningsområdena uppströms in blir den ackumulerade arean 151,3 kvadratkilometer. Ålsån som avvattnar avrinningsområdet har biflödesordning 2, vilket innebär att vattnet flödar genom totalt 2 vattendrag innan det når havet efter 101 kilometer. Avrinningsområdet består mestadels av skog (50 procent) och sankmarker (44 procent). Avrinningsområdet har 0,23 kvadratkilometer vattenytor vilket ger det en sjöprocent på 4,4 procent.